# گمینا لوتوویسکا
گمینا لوتوویسکا (به لهستانی:  Gmina Lutowiska) یک گمینا در لهستان است که در شهرستان بیشچاد واقع شده‌است. گمینا لوتوویسکا ۴۷۵٫۸۵ کیلومتر مربع مساحت و ۲٬۱۹۷ نفر جمعیت دارد.